# When Empty Hearts Are Filled
When Empty Hearts Are Filled è un cortometraggio muto del 1915 diretto da Arthur Macklin (Archer MacMackin).

## Produzione
Il film fu prodotto dalla American Film Manufacturing Company.

## Distribuzione
Distribuito dalla Mutual Film, il film - un cortometraggio in due bobine - uscì nelle sale cinematografiche USA il 5 maggio 1915.